# Movimento Democratico per il Cambiamento
Il Movimento Democratico per il Cambiamento (in ebraico: תנועה דמוקרטית לשינוי, Tnu’a Demokratit LeSchinui) noto anche con il suo acronimo Dash (in ebraico: ד"ש)) è stato un partito politico israeliano, nato dalla fusione di diversi movimenti liberali. È stato presieduto da Yigael Yadin.

## Storia
Il partito è stato fondato il 2 novembre 1976 da Yigael Yadin, Amon Rubinstein, Shmuel Tamir, Meir Amit e Meir Zorea. Nella legislatura 1977-1978 della Knesset ricevette 15 seggi.
Il partito fu in seguito sciolto il 14 settembre 1978.

## Risultati elettorali
| Elezione | Voti         | %    | Seggi    | +/–           | Leader       | Status  |
| -------- | ------------ | ---- | -------- | ------------- | ------------ | ------- |
| 1977     | 202,265 (#3) | 11.6 | 15 / 120 | Nuovo partito | Yigael Yadin | Governo |